# Alvin Jones
Alvin Jones (ur. 9 lipca 1994 w Carenage w regionie Diego Martin) – trynidadzko-tobagijski piłkarz grający na pozycji prawego obrońcy w klubie Police FC oraz reprezentacji Trynidadu i Tobago. Jest bratem piłkarza Joevina Jonesa.

## Kariera
Jones jest wychowankiem klubu W Connection. W 2019 wyjechał do Stanów Zjednoczonych, gdzie grał głównie w klubach z niższych lig. W 2020 był zawodnikiem Real Salt Lake, lecz nie zagrał w ani jednym meczu Major League Soccer. W 2023 powrócił do Trynidadu i Tobago do Club Sando. Od 2024 jest zawodnikiem Police FC.
W reprezentacji Trynidadu i Tobago zadebiutował 10 października 2014
w meczu z Saint Lucia. Pierwszą bramkę w kadrze zdobył 10 października 2017 Stanom Zjednoczonym. Został powołany na Złoty Puchar CONCACAF 2019, 2021 i 2023.